# Antarctopria campbellana
Antarctopria campbellana är en stekelart som beskrevs av Yoshimoto 1964. Antarctopria campbellana ingår i släktet Antarctopria och familjen hyllhornsteklar. Inga underarter finns listade i Catalogue of Life.